# Ultima dorință
Ultima dorință (în poloneză Ostatnie życzenie) este a treia colecție de povestiri publicată în seria Vânătorul a scriitorului polonez Andrzej Sapkowski. Publicată de SuperNowa în 1993, a fost precedată de Vrăjitorul din 1990 și Sabia destinului din 1992, dar este considerată oficial prima parte a seriei, iar Sabia destinului a doua. Colecția conține șapte povestiri scurte intercalate cu o povestire în ramă continuă (Vocea rațiunii): Geralt din Rivia, după ce a fost rănit în luptă, se odihnește într-un templu. În acest timp, are flashback-uri cu evenimente recente din viața sa, fiecare flashback formând o nuvelă sau o nuveletă. În 2003, a câștigat Premiul Ignotus pentru cea mai bună antologie. Nuvelele au fost adaptate în jocuri video, filme și pentru televiziune. 

## Cuprins
- Vocea rațiunii (poloneză Głos rozsądku)  - povestire în ramă
- Vânătorul de monștri  (poloneză Wiedźmin)
- Sâmburele de adevăr  (poloneză Ziarno prawdy)
- Răul cel mai mic  (poloneză Mniejsze zło)
- Chestiune de preț  (poloneză Kwestia ceny)
- Capătul lumii 	 (poloneză Kraniec świata)
- Ultima dorință (poloneză Ostatnie życzenie)

## Context
Amplasat într-o lume medievală pe o suprafață cunoscută sub numele de Continentul, seria se învârte în jurul „vrăjitorului”  Geralt din Rivia, vrăjitoarei Yennefer din Vengerberg și prințesei Ciri. „Vrăjitorii” sunt vânători de fiare care dezvoltă abilități supranaturale la o vârstă fragedă pentru a lupta cu fiarele și monștrii sălbatici.